# محمود بن علي الحربي
محمد او مَحْمُود بن عَلِي بن عَمْرو بن جَابِر العَمْرِي الحَرْبِي سيد بني حرب في الحجاز عام 322هـ

## نسبه
- محمود بن علي بن عمرو بن جابر بن عمرو بن المسافر بن عمرو بن زياد من نسل زياد بن سلمان بن الفاحش بن حرب بن سعد بن سعد بن خولان

## معاركه
يوم الحرة
وفيه جمع محمود بن علي الجيوش وغزا بنو سليم فقتل منهم ٧٠ رجلاً وقتلت بنو سليم ٤ من أبناء محمود وهم محمد، أحمد، الحسن، الحسين
يوم الرغامة
جمع في يوم الرغامة محمود بن علي الحربي الجيوش من قبيلة حرب وغزا بنو سليم فقتل منهم مائة رجل وكانوا بني سليم يلبسون عمائم زرقاء في تلك المعركة ولم يلبسوا بعد الهزيمة العمائم الزرقاء.
وسبب هذه المعركة أن بني الحارث من سُليم قتلوا العديد من أبناء محمود في يوم الحرة فغزاهم محمود للإنتقام.
يوم شرف الأثاية
وفيه جمع سلطان مكة ابن ملاحظ وسار لغزو بني حرب فتصدوا له وقتلوا عساكره وأسروه ثم منّوا عليه بعد فترة وأطلقوه.

## ذريته اليوم
ذريته اليوم هم قبائل بني محمود من بني عمرو من حرب وهم :
١- البدارين
٢- بني جابر
٣- العطور
٤- المعامرة
٥- العياضات
٦- مناش
٧-الخيارية
٨- البيضان
٩- الغيادين
١٠- بنو جهم

## أنظر أيضاً
• قبيلة حرب
• خولان
• عمرو بن يزيد الحربي
• الحارث بن عمرو الحربي
• قضاعة (قبيلة)
• الحجاز